# Sora no Sphere
Sora no Sphere (ソラノスフィア - Sfera del Cielo) è il nono album di Akino Arai pubblicato il 29 aprile 2009, successivo a Sora no Uta, ultima raccolta di brani dell'artista.

## Il disco
Sora no Sphere è un album j-pop di tredici tracce in cui è possibile riscontrare il marchio della cantautrice in ogni singola canzone. Il lavoro mantiene infatti intatto lo stile di Akino Arai passando da veloci canzoni pop-rock a ballate sussurrate con una forte componente pianistica, con alcune eco sperimentali.
L'album si apre con la veloce Haleakala dalle connotazioni tendenti al rock in cui si può notare una evoluzione della cantautrice nella gestione dei cori e delle voci secondarie. La traccia seguente Monday, Tuesday (dall'inglese "Lunedì, Martedì") cambia tono e con un arrangiamento di archi introduce l'ascoltatore al lato più cupo dell'opera a cui si farà ritorno da Inshou in poi.
Mentre Terminal, Orient Line e Wings of Blue possiedono caratteristiche vivaci ed esprimono una prorompente gioia musicale (specialmente l'ultima delle tre, con un beat che ricorda in qualche modo Reve, canzone presente in Furu Platinum), Inshou, Mizu, NORUBURINKA e The Tree of Life rappresentano la loro controparte ideale, pregne di atmosfere drammatiche e struggenti.
L'album si chiude con Taiyou no tou in cui la flebile voce di Akino Arai (e vari cori della stessa) si amalgama con una linea di chitarra dal tono indefinibile, in bilico tra il malinconico e il distaccato. Vanno menzionate infine le tracce Lhasa, il cui accompagnamento tipicamente orientale dona al brano una dimensione particolare, difficile da riscontrare in tutta la produzione della cantautrice, e Mizu (dal giapponese "acqua") brano altamente drammatico in cui il pianoforte e gli archi sottolineano dolcemente le parole francesi che ne compongono il testo.,

## Tracce
1. Haleakala
2. Monday, Tuesday
3. 鏡の国 Kagami no kuni
4. ターミナル Terminal
5. 印象 Inshou
6. Mizu
7. ノルブリンカ NORUBURINKA
8. Orient Line
9. Lhasa
10. At Eden
11. The Tree of Life
12. Wings of Blue
13. 太陽の塔 Taiyou no tou

## Curiosità
- All'album ha collaborato anche Yula Yayoi